# Плагіат із Вікіпедії
Тексти, які редактори додають до Вікіпедії, доступні на умовах ліцензії Creative Commons, що дозволяє повторно використовувати вміст, якщо є належна атрибуція. Попри це, є випадки, коли у публікаціях чи інших працях не додавалось відповідного посилання чи згадки про походження інформації з Вікіпедії. Такий плагіат є порушенням ліцензії Creative Commons і, коли таке викривається, то може призвести до різних наслідків: насмішок, критики в професійних колах або ж і правових санкцій.
У навчальних закладах студенти іноді копіюють вміст з Вікіпедії до письмових завдань. У висновках дослідження 2011 року, що виконувала компанія Turnitin, зазначалось, що Вікіпедія була сайтом, з якого студенти та школярі копіювали найбільше.

## Відомі випадки
Багато відомих людей та установ були помічені у тому, що плагіювали з Вікіпедії.
- Кріс Андерсон[en][3] (письменник)
- Джилл Бялоскі[en][4] (поет)
- Моніка Кроулі[en][5][6] (держслужбовиця)
- Джейн Гудолл[7]
- Мішель Вельбек[8]
- Бенні Джонсон[en][9] (журналіст)
- Джон Маккейн[10]
- Oxford University Press[11]
- Ренд Пол[12]
- Пентагон[13]
- Геронімо Варгас Еньяссе[14][15][16]
- Алехандро Заера-Поло[17]
- Префектурна Окаяма[18]
- Рух п'яти зірок (італійська партія)[19]
- Книга Пітера Швайзера «Таємні імперії»[20]
- Синіша Малі, Міністр фінансів Сербії, у якого виявили плагіат у докторській дисертації[21]
- «Агентство інтернет-досліджень»[22]

### Україна
- політик Володимир Зубанов[23]
- Державне бюро розслідувань[24]